# President’s Cup 2011
Der President’s Cup 2011 war ein Tennisturnier der ATP Challenger Tour 2011 für Herren und ein Tennisturnier des ITF Women’s Circuit 2011 für Damen in Astana. Sie fanden zeitgleich vom 25. bis zum 31. Juli 2011 statt.